# Gouverneur de Tasmanie

Le drapeau du gouverneur de Tasmanie

Le gouverneur de Tasmanie est le représentant en Tasmanie de Charles III, roi d'Australie. Le gouverneur a les mêmes fonctions constitutionnelles et cérémoniales au niveau de l'État que le gouverneur général d'Australie en a au niveau fédéral. 
Selon les conventions du système de Westminster, le gouverneur agit seulement selon les avis du chef du gouvernement, le Premier ministre de Tasmanie. Néanmoins, le gouverneur dispose des pouvoirs de réserves de la Couronne et a le droit de démettre le Premier ministre.

## Liste des gouverneurs de Tasmanie

### De 1804 à 1813
Pendant cette période, la « Terre de Van Diemen » (nom à l'époque de la Tasmanie actuelle) était divisée en deux par le 42e parallèle et chaque partie était gouvernée de façon indépendante.

#### Au Sud
Lieutenant-gouverneurs :
- David Collins, 1804-1810
- Edward Lord, mars-juillet 1810
- J. Murray, 1810-1812

#### Au Nord
Lieutenant-gouverneur :
- William Paterson 1804-1808

Commandants :
- John Brabyn, 1808-1810
- G.A. Gordon, 1810-1812
- J. Ritchie, juin 1812

### De 1813 à 1855
Les deux moitiés sont réunies mais l'état garde son nom de Terre de Van Diemen.
Lieutenant-gouverneurs :
- Thomas Davey, 1813-1817
- William Sorell (en), 1817-1824
- George Artur (en), 1824-1836
- John Franklin, 1837-1843
- John Eardley-Wilmot (en), 1843-1846
- William Denison, 1847-1855

### De 1855 à maintenant
Gouverneurs de Tasmanie :
1. Henry Young, 1855-1861
2. Thomas Gore Browne, 1862-1868
3. Charles Du Cane, 1868-1874
4. Frederick Weld, 1875-1880
5. John Henry Lefroy, intérim 1881
6. George Strahan, 1881-1886
7. Robert George Crookshank Hamilton, 1887-1892
8. Jenico Preston, 1893-1900
9. Arthur Havelock, 1901-1904
10. Gerald Strickland, 1904-1909
11. Harry Barron, 1909-1913
12. William Ellison-Macartney, 1913-1917
13. Francis Newdegate, 1917-1920
14. William L. Allardyce, 1920-1922
15. James O'Grady, 1924-1930
16. Ernest Clark, 1933-1945
17. Hugh Binney, 1945-1951
18. Ronald Cross, 1951-1958
19. Thomas Corbett, 1959-1963
20. Charles Gairdner, 1963-1968
21. Edric Bastyan, 1968-1973
22. Stanley Burbury, 1973-1982
23. James Plimsoll, 1982-1987
24. Phillip Bennett, 1987-1995
25. Guy Green, 1995-2003
26. Richard Butler, 2003-2004
27. William Cox, 2004-2008
28. Peter Underwood, 2008-2014
29. Kate Warner, 2014-2021
30. Barbara Baker, depuis 2021